# 最後の恋
『最後の恋』（さいごのこい）は、連続ドラマとしてはTBS系列の金曜ドラマ枠（毎週金曜日22:00 - 22:54）で1997年7月11日から9月19日まで放送された日本のテレビドラマ。北川悦吏子脚本。主演は中居正広と常盤貴子。それに先駆け、同年5月12日に同じTBSで『月曜ドラマスペシャル』で放送された萩原健一主演の同名ドラマも存在したが、こちらは村松友視原作の同名小説をドラマ化した物であり、全くの別内容である。
1997年12月22日から12月26日には、『最後の恋 完全保存版』として、全4回にわたる総集編を放送した。また、このドラマは脚本家の北川が、中居正広で恋愛ドラマを書きたいと懇願し実現したもので、中居にとって初めての恋愛ドラマだった。このドラマを原作として1997年に角川書店からノベライズ単行本が刊行され、その後、角川文庫にも所収されている。

## 内容
弟の手術代のためにホテトル嬢になった女と、そのことを知った医学生の、切なくてピュアな恋物語。
医学部6年生の夏目（中居正広）は、同じポリクリ仲間の美紗子（細川直美）に、デートの約束をすっぽかされる。そこに、「女、買わない?」と声をかけてきたのがアキ（常盤貴子）だった。数日後、2人は夏目のいる大学病院で再会する。

## キャスト
夏目透 - 中居正広（当時 SMAP）
医学部6年の医者の卵。アキの弟である潤と仲良し。後にアキと恋仲になる。一度アキと別れるも最終的には結ばれる。最終回で国家試験に合格し、医者になる。
篠崎アキ - 常盤貴子
幼い頃、両親が蒸発。弟・潤と2人で孤児院で育った。孤児院を出たあとはニートを経て、潤の治療費を稼ぐために、パチンコ店でのアルバイトの他にホテトル嬢をしていた。そんな時夏目と出会い、恋におちる。その後、夏目の通っている大学の附属病院で看護助手として働き始めるも、ホテトル嬢をしていた過去がバレてしまい退職。同時に夏目とも別れ、仙台の病院で看護師を目指し看護助手として勤務する。最終的には夏目と結ばれる。
佐田正一 - 袴田吉彦
アキがバイトするパチンコ屋の店員でアキとは高校の悪仲間。アキのことが好きで自称・アキの親代わり。最終回でパチンコ屋店長となる。
呉林美紗子 - 細川直美
夏目と同じ大学に通う医学部6年。ニックネームは「姫」。夏目のことが好き。父親は大学教授で夏目の父・敏夫と学生時代の同級生。
山崎健二 - 鈴木一真
夏目、美紗子の同級生。あだ名はジジイ。何度か浪人している。美紗子のことが好き。アキの過去を聞いてアキを襲った事がある。
西田幸子 - 西尾まり
アキの友達でアキと同じ施設で育った。飲食チェーンで働いていたがアキと同じパチンコ屋で働き始める。アキからは「さっちん」と呼ばれている。3話からの出演。
篠崎潤 - 川岡大次郎
アキの弟。心臓病で入院中。退院後は静岡へ養子に行くが、死去。将来の夢はパイロットになることであった。
斉藤麗子 - 神保美喜
アキが所属していた高級エスコートクラブ「ROYAL STAFF」のオーナー。後に店が摘発され逃亡する。
夏目敏夫 - 伊東四朗（第7話と第8話のみの出演）
夏目の父親。地方の高校の教頭をしている。夏目と美紗子を結婚させたがっている。
牧原 - モト冬樹
アキが売春をした客で後に夏目から殴られた相手。

## スタッフ
- プロデュース - 貴島誠一郎
- 脚本 - 北川悦吏子
- 演出 - 生野慈朗、横井直行、片山修、近藤誠
- 主題歌 - 小田和正「伝えたいことがあるんだ」
- 挿入歌 - YEN TOWN BAND「Swallowtail Butterfly 〜あいのうた〜」（第1話）、小田和正「愛の唄」（第5話）

## 放送日程
| 各話                                                       | 放送日        | サブタイトル   | 演出     | 視聴率 |
| ---------------------------------------------------------- | ------------- | -------------- | -------- | ------ |
| 第1話                                                      | 1997年7月11日 | 売春           | 生野慈朗 | 19.0%  |
| 第2話                                                      | 1997年7月18日 | 僕が君を守る   | 生野慈朗 | 16.0%  |
| 第3話                                                      | 1997年7月25日 | 会いたくて…    | 横井直行 | 17.7%  |
| 第4話                                                      | 1997年8月1日  | 初めてのキッス | 片山修   | 16.4%  |
| 第5話                                                      | 1997年8月8日  | ふたりの夜     | 生野慈朗 | 12.5%  |
| 第6話                                                      | 1997年8月15日 | 天国の涙       | 生野慈朗 | 14.5%  |
| 第7話                                                      | 1997年8月22日 | 忍び寄る過去   | 横井直行 | 17.2%  |
| 第8話                                                      | 1997年8月29日 | 愛が壊れる     | 横井直行 | 17.2%  |
| 第9話                                                      | 1997年9月5日  | 別れ           | 近藤誠   | 17.2%  |
| 第10話                                                     | 1997年9月12日 | 新しい愛       | 生野慈朗 | 17.2%  |
| 最終話                                                     | 1997年9月19日 | 祈り           | 生野慈朗 | 20.4%  |
| 平均視聴率 16.8%（視聴率は関東地区・ビデオリサーチ社調べ） |               |                |          |        |

## 受賞歴
- 第14回ザテレビジョンドラマアカデミー賞[3][4]
  - 最優秀作品賞
  - 主演男優賞（中居正広）
  - 主演女優賞（常盤貴子）
  - 主題歌賞（小田和正）
  - 新人俳優賞（川岡大次郎）

## （※参考）『最後の恋』単発ドラマ
1997年5月12日にも『月曜ドラマスペシャル』で『最後の恋　単身赴任課長が愛した女は人妻だった！妻子持ちの管理職ギリギリの選択』のタイトルで放送された。
キャスト
- 萩原健一
- 麻生祐未
- 市毛良枝
- 建みさと
- 萩原流行

## 関連商品
- 「最後の恋」DVD-BOX